# Joseph O'Connell

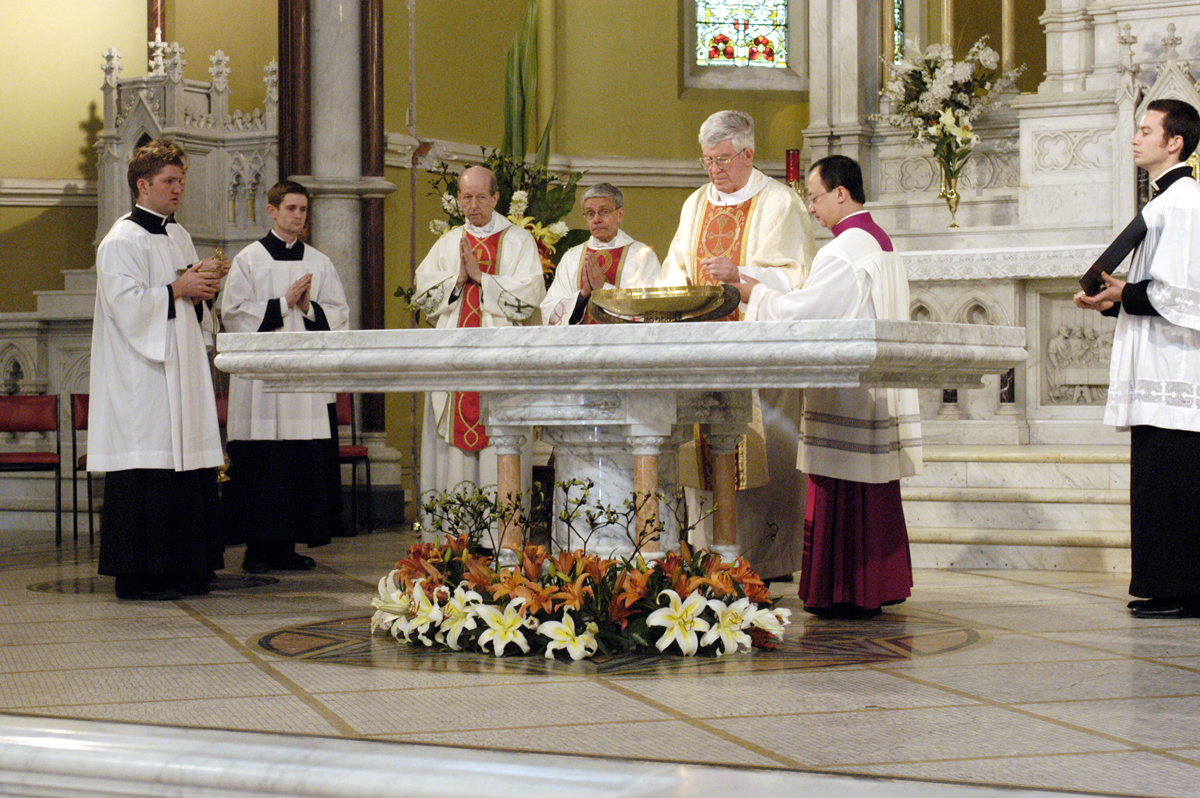

Joseph Peter O'Connell (né le 10 décembre 1931 et mort le 27 avril 2013) est un évêque catholique auxiliaire du Archidiocèse de Melbourne en Australie.
Ordonné prêtre en 1957, O'Connell est fait évêque en 1976 et prend sa retraite en 2006.